# Kényszervallatás
A kényszervallatás (más szóval kínvallatás) egy hivatali bűncselekmény, amelyet ma már számos ország joga illetve nemzetközi egyezmény tilt.

## Története
A kínvallatást évszázadokon keresztül a foglyul ejtett emberektől vallomás, beismerés kicsikarása érdekében használták. Hosszú ideig tehát legális eszköz volt és hosszú időnek kellett eltelnie addig, amíg a vallatásnak ezt a módját betiltották, majd a kapcsolódó cselekményeket bűncselekménnyé nyilvánították.

## Magyarországon
- Magyarországon a Büntető törvénykönyv határozza meg, a hivatali  bűncselekmények között, megadva a büntetési tételét is. Az 1978. évi V. törvény az állam és az  igazságszolgáltatás elleni bűncselekmények között szabályozta.
- A hatályos Btk. XV. Fejezetének IV. címe tartalmazza a hivatali bűncselekményeket, melyeket a törvény új, önálló fejezetben szabályoz. A fejezethez tartozó bűncselekmények egyike a kényszervallatás.

### Tényállása
Az a hivatalos személy követi el, aki vallomás vagy nyilatkozat kikényszerítése céljából erőszakot, fenyegetést vagy más hasonló eszközt alkalmaz.

### Az elkövető
A bűncselekmény elkövetője tettesként csak hivatalos személy lehet.

### A bűncselekmény passzív alanya
A kényszervallatás passzív alanya, azaz a bűncselekmény elkövetési tárgya, bármely természetes személy lehet.

### Az elkövetési magatartás
Az elkövetési magatartás maga a kényszerítés, ami az elkövető olyan külső ráhatása a passzív alanyra, amely őt a cselekvési szabadságától megfosztja, vagy abban korlátozza.

### Elkövetési mód
A kényszervallatást  erőszak vagy fenyegetés illetve más hasonló eszköz alkalmazásával lehet elkövetni.

### Motívuma
A kényszervallatás olyan kényszerítés, amelyet  vallomás vagy nyilatkozat kikényszerítése céljából alkalmaz (követ el) a tettes.